# Cheminée solaire
Pour les articles homonymes, voir Tour solaire (cheminée).
Une cheminée solaire - appelé également cheminée provençale ou cheminée thermique - est un dispositif permettant d'améliorer la ventilation naturelle d'un bâtiment en utilisant le mouvement convectif de l'air chauffé passivement dans un conduit exposé au rayonnement solaire.
La cheminée solaire est utilisée depuis des siècles, particulièrement aux Proche-Orient et Moyen-Orient par les Perses, mais également en Europe durant l'Antiquité par les Romains.

## Description
Dans sa plus simple forme, la cheminée solaire est constituée d'une cheminée peinte en noir. Pendant le jour, l'énergie solaire réchauffe le conduit de cheminée et l'air contenu à l'intérieur, y créant un appel d'air. L'aspiration ainsi créée à sa base peut être utilisée pour ventiler et refroidir le bâtiment en dessous.
Dans la plupart des cas, il est plus simple d'employer l'énergie éolienne comme dans le cas des tours du vent fonctionnant par effet Venturi, toutefois lors d'une période caniculaire sans vent, seule la cheminée solaire permet d'offrir une ventilation de manière passive.
Les cheminées solaires se déclinent en plusieurs genres. Les éléments de base d'une cheminée solaires sont :
- La surface de capteur solaire. Elle peut être située dans la partie supérieure du conduit de cheminée ou peut être le tube tout entier. L'orientation, le type de vitrage, l'isolation et les propriétés thermiques du tube sont cruciaux pour exploiter, retenir et utiliser les gains solaires.
- Le puits de ventilation principal : le lieu, la hauteur, les sections et les propriétés thermiques de cette structure sont également très importants.
- Les entrées et sorties d'air : leurs dimensions, leur emplacement, aussi bien que leur aspect aérodynamique sont aussi cruciaux.

Ce principe a été proposé pour la conception de centrale solaire utilisant une grande serre à la base plutôt que de compter uniquement sur le chauffage du conduit de cheminée (pour plus d'information concernant cette question, voir l'article Tour solaire).
Les tubes de cheminée sont peints en noir de façon à absorber la chaleur provenant du soleil plus facilement et plus efficacement. Quand l'air à l'intérieur de la cheminée est chauffé, il s'élève et aspire l'air frais en dessous provenant par exemple d'un puits provençal.

## La cheminée solaire et l'architecture durable

La cheminée solaire aspire l'air d'un puits provençal pour rafraichir passivement une habitation.

L'air climatisé et la ventilation mécanique sont depuis des décennies la méthode standard pour le contrôle de l'ambiance de nombreux types de bâtiments, et spécifiquement les immeubles de bureau dans les pays développés. La pollution et le souci de la consommation d'énergie ont conduit à une nouvelle approche de la conception des bâtiments plus respectueuse de l'environnement. Des technologies innovantes alliées aux principes d'architecture bioclimatique et à ceux des constructions traditionnelles sont souvent utilisées pour créer de nouvelles solutions potentiellement fructueuses. La cheminée solaire est un des concepts actuels étudiés aussi bien par les scientifiques que par des ingénieurs, principalement au travers de la recherche et de l'expérimentation.
Une cheminée solaire peut être utilisée à différentes fins. Le gain de l'exposition directe réchauffe l'air à l'intérieur de la cheminée lui permettant de s'élever et d'aspirer celui venant du bas. Cette aspiration peut être utilisée pour ventiler des maisons ou des bureaux, pour pomper l'air d'un puits provençal ou pour aérer des endroits spécifiques comme des toilettes sèches.
Une ventilation naturelle peut être créée en mettant des bouches d'aération dans les étages supérieurs d'un bâtiment pour permettre à l'air chaud de s'élever par convection et de sortir. En même temps, de l'air plus frais peut être introduit provenant d'autres bouches aux étages inférieurs. Des arbres peuvent être plantés de ce côté du bâtiment pour que l'ombre rafraichisse l'air entrant extérieur.
Ce processus de ventilation naturel peut être amélioré par une cheminée solaire. Le conduit de cheminée doit être plus élevé que le haut du toit, et doit être construit contre le mur faisant face au soleil. L'absorption de la chaleur peut-être augmentée par une surface vitrée du côté exposé au soleil. Un matériau absorbant la chaleur peut être mis sur le côté opposé. La taille de la surface absorbant la chaleur est plus importante que le diamètre du conduit de cheminée. Une grande surface permet un échange de chaleur plus efficace avec l'air, nécessaire pour le réchauffement par rayonnement solaire. Le réchauffement de l'air dans la cheminée améliore la convection, et de fait le flux d'air dans le conduit. La bouche de la cheminée doit être du côté opposé au vent dominant.
Pour optimiser davantage l'effet de rafraîchissement, l'air entrant peut être forcé au travers d'un puits provençal avant qu'il ne soit introduit dans le bâtiment. La cheminée solaire peut être améliorée en étant intégrée à un mur Trombe. L'avantage de cette conception est que le système peut être inversé durant la saison froide, fournissant à la place du chauffage solaire et de la géothermie basse énergie.
Une variation du concept de cheminée solaire sont les combles solaires. Dans un climat chaud et ensoleillé les combles sont souvent une véritable fournaise en été. Dans un bâtiment conventionnel cela représente un problème puisque cela mène à augmenter le besoin de climatisation. En intégrant une cheminée solaire aux combles, l'air chaud qui y est présent peut être mis à contribution.  Il peut améliorer la convection dans la cheminée, améliorant la ventilation.
L'utilisation d'une cheminée solaire permet de bénéficier d'une ventilation et d'un rafraichissement passif des bâtiments réduisant donc la consommation d'énergie, les émissions de CO2 et la pollution en général.
Les avantages potentiels de la cheminée solaire concernant la ventilation naturelle sont les suivants :

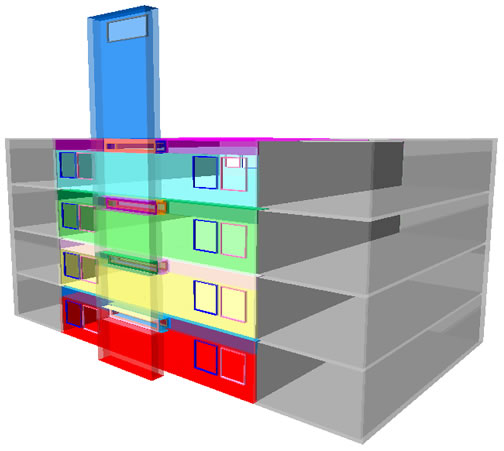
Modélisation de cheminée solaire CAO (TAS).

- Taux de ventilation amélioré les jours de canicule sans vent
- Dépendance du vent réduite pour la ventilation
- Contrôle du flux d'air amélioré dans un bâtiment
- Plus grande liberté de prise d'air (par exemple, côté sous le vent d'un bâtiment)
- Qualité d'air améliorée et niveau de bruit réduit dans un environnement urbain
- taux de ventilation accru en période nocturne
- Permet la ventilation de petit espace étroit avec un minimum d'exposition aux éléments extérieurs.

Les avantages potentiels de la cheminée solaire concernant le rafraîchissement passif peuvent comprendre :
- Une amélioration du rafraîchissement pendant la saison chaude (principalement lors de période caniculaire et sans vent)
- Une amélioration du taux de rafraîchissement nocturne
- Une optimisation de la masse thermique (rafraîchissement, réfrigération)
- Une amélioration du confort thermique (amélioration du contrôle du flux d'air, limitant les courants d'air)

## Étude préalable: le bâtiment respectant l'environnement
L'immeuble de bureau du Building Research Establishment (BRE) à Garston, Hertfordshire près de Watford, Angleterre, est équipé d'une ventilation utilisant le principe de la cheminée solaire.
Conçus par les architectes Feilden Clegg Bradley, les bureaux du BRE visent à réduire leur consommation d'énergie et leurs émissions de CO2 de 30 % par rapport aux guides de bonnes pratiques actuelles et maintenir des conditions confortables sans l'utilisation de la climatisation. La cheminée solaire, les dalles de béton creuses avec un plancher rafraichissant intégré sont les principales caractéristiques de ce bâtiment. La ventilation et le chauffage sont pilotés par un système de gestion du bâtiment bien qu'une marge de manœuvre est laissée pour pouvoir adapter les conditions aux besoins des occupants.
Le bâtiment utilise cinq cheminées comme système de ventilation et de rafraîchissement. Les principaux composants de ces cheminées sont leur partie orientée au sud (dans l'hémisphère nord) d'une surcouche en verre, d'une paroi à forte capacité thermique du côté opposé et passant entre les deux d'une évacuation en acier inoxydable s'élevant quelques mètres au-dessus du niveau du toit. Les cheminées sont reliées aux planchers creux qui sont refroidis pendant la nuit. Les tubes intégrés aux planchers peuvent produire davantage de fraîcheur en utilisant un puits provençal.
Lors de jours chauds et ventés l'air est aspiré dans les cavités du plancher en dalles de béton creuses. La colonne d'air s'échappant naturellement par la cheminée en acier inoxydable augmente la circulation d'air dans le bâtiment. Pendant les journées chaudes sans vent, le bâtiment compte surtout sur l'effet cheminée alors que l'air est aspiré sur le côté nord ombragé. Le mouvement d'air généré par la partie supérieure du tube améliore cet effet. Un ventilateur basse énergie logé en haut de la cheminée de ventilation peut également être utilisé pour améliorer le flux d'air.
Durant la nuit, des systèmes de contrôle permettent à l'air de passer dans les dalles de béton creuses enlevant la chaleur accumulée pendant la journée et stockant de la fraîcheur pour le jour suivant. Un plafond incurvé a une plus grande surface qu'un plafond plat, agissant comme un 'radiateur', apportant une autre source de rafraichissement pour l'été.
La recherche fondée sur les mesures des performances actuelles des cheminées solaires a montré qu'elles améliorent le rafraîchissement des volumes pendant les jours chauds et sans vent et peuvent également avoir le potentiel pour assister le rafraichissement pendant la nuit grâce à la capacité thermique massive de leur structure.